# Edgar Hoffmann (Slawist)
Edgar Hoffmann (* 22. September 1957 in Karl-Marx-Stadt; † 30. Oktober 2021 in Wien) war ein deutscher, hauptsächlich in Österreich tätiger Slawist.

## Leben und Wirken
Edgar Hoffmann studierte an der Karl-Marx-Universität Leipzig Slawistik mit Schwerpunkt Russistik und Bohemistik (Tschechische Philologie) sowie Geschichte für das Lehramt und verbrachte zwei Semester an der Universität Woronesch in Russland.
Während des Studiums weckte Ernst Eichler sein Interesse für die Onomastik. Nach dem Universitätsabschluss setzte er seine Ausbildung als Forschungsstudent in der Sektion „Theoretische und angewandte Sprachwissenschaft“ der Universität Leipzig fort und promovierte dort 1984 mit dem Thema Die Entwicklung der slawistischen Namenforschung in Deutschland.
Nach seiner Promotion arbeitete Edgar Hoffmann als Ortschronist der Stadt Zwickau und später als Lehrer für Russisch und Tschechisch am Institut für Fremdsprachen an der Pädagogischen Hochschule Zwickau, wo er auch Untersuchungen zur Fremdsprachenausbildung in Westsachsen seit dem 16. Jahrhundert unterstützte.
Seit 1991 war er am Institut für Slawische Sprachen der Wirtschaftsuniversität Wien tätig und habilitierte sich dort im September 2015 mit dem Thema Konstruktionen nationaler Identität im post-sowjetischen Wirtschaftsdiskurs. Ab 1. März 2016 war er außerordentlicher Professor.
Edgar Hoffmann hatte ein breites Spektrum an wissenschaftlichen Interessen. Neben der Onomastik, die er an der Wirtschaftsuniversität Wien um kultur- und kommunikationswissenschaftliche Aspekte erweiterte, befasste er sich mit der Erforschung der internationalen Wirtschaftskommunikation mit Schwerpunkt auf dem Russischen und anderen slawischen Sprachen, mit interkulturellen Aspekten von Werbung und Reklame, dem Lebensstil russischer Geschäftsleute, mit Auto- und Heterostereotypen in Wirtschaft und Medien sowie mit der Geschichte der slawistischen Sprachwissenschaft.
Er engagierte sich für die Internationalisierung der Wissenschaft und die Förderung des fachlichen Nachwuchses, betreute mehrere Promotionen im Ausland und pflegte zahlreiche Kontakte in die Russländische Föderation und in Staaten wie Kasachstan, Usbekistan, Tadžikistan und in die Tschechische Republik. Wiederholt nahm er Gastprofessuren an der Staatlichen Al-Farabi-Universität in Almaty, Kasachstan wahr.
Edgar Hoffmann war Mitglied des Österreichischen Slawistenverbandes (später Österreichische Gesellschaft für Slawistik, ÖGSl) und ein Gründungsmitglied der JungslavistInnen. Er war einer der Initiatoren und regelmäßigen Veranstalter des internationalen Workshops „Interkulturelle Kommunikation und Interkulturelles Lernen“.

## Publikationen (Auswahl)
- Johann Gottfried Ludwig Kosegarten - ein bisher wenig beachteter onomastisch tätiger Universitätsgelehrter. In: Namenkundliche Informationen. 1982.

- Der Briefwechsel zwischen Gustav Hey und Ernst Mucke. In: Letopis. 1983 (englisch).

- Die Entwicklung der slawistischen Onomastik in Deutschland von ihren Anfängen als Wissenschaft bis zu Beginn des 20. Jahrhunderts als Beitrag zur Geschichte der Slawistik. 1984.

- Die Entwicklung des Russischunterrichts an höheren Schulen Deutschlands vom Beginn des 20. Jahrhunderts bis 1945. In: Beiträge zur Geschichte des Fremdsprachenunterrichts. 1989.

- Slawistik in Deutschland von den Anfängen bis 1945. Ein biographisches Lexikon. 1993.

- Slavistisches Schaffen im Umfeld von Georg Körner. In: Wiener slavistisches Jahrbuch. 1993.

- Zur Bedeutung deutsch-slawischer Beziehungen für die Herausbildung der slawistischen Sprachwissenschaft. In: Wechselbeziehungen zwischen slawischen Sprachen, Literaturen und Kulturen in Vergangenheit und Gegenwart (= Innsbrucker Beiträge zur Kulturwissenschaft / Slavica Aenipontana. Band 4). Innsbruck 1996, S. 26–40.

- Sekundäre Werbekommunikation in Russland. In: Wiener slavistisches Jahrbuch. 1997.

- Neue onymische Räume in Russland. In: Studia Onomastica (= Namenkundliche Informationen, Beiheft 20 / Studia Onomastica. Band 9). Band 11. Leipzig 1999, S. 165–180.

- Onymischer Wandel. In: Sprachwandel in der Slavia. Die slavischen Sprachen an der Schwelle zum 21. Jahrhundert. Ein Internationales Handbuch (= Linguistik International. Band 4). Frankfurt am Main 2000, S. 369–385.

- Namen politischer Ereignisse. In: Namenarten und ihre Erforschung. Ein Lehrbuch für das Studium der Onomastik. Hamburg 2004, S. 655–670.

- Werbung, Geschichte und nationale Identität in Russland. In: N. Janich (Hrsg.): Unternehmenskultur und Unternehmensidentität. Wirklichkeit und Konstruktion. Deutscher Universitäts-Verlag, Wiesbaden 2005, S. 49–65.

- Identitätskonstruktionen durch Werbung. In: K. Berwanger, P. Kosta, Stereotyp und Geschichtsmythos in Kunst und Sprache. Frankfurt/Main 2005, S. 273–292.

- Slawischer Fremdsprachenunterricht im deutschsprachigen Raum vor 1945. In: Sabine Doff und Anke Wegner (Hrsg.): Fremdsprachendidaktik im 20. Jahrhundert. Konstituierung einer wissenschaftlichen Disziplin im Spannungsfeld von Theorie und Praxis (= Münchner Arbeiten zur Fremdsprachen-Forschung. Band 15). Langenscheidt, 2006, ISBN 978-3-526-50837-3, S. 117–140.

- Ich bin immer noch fasziniert davon, dass wir einander doch gelegentlich auch wirklich verstehen, angesichts der unendlichen Möglichkeiten des Meinens und der beschränkten des Ausdrückens. In: Mitteilungen für die Lehrer slawischer Fremdsprachen. Nr. 93, 2007, S. 70–72.

- Imena političeskich sobytij i ich onimizacija v sredstvach massovoj informacii. In: Voprosy Onomastiki. Band 5. Ural Federal University, 2008, ISSN 1994-2400, S. 90–104 (russisch).

- Евразия и экономика в зеркале ономастики. In: Elena L. Berezovič, otv. red. (Hrsg.): Ėtnolingvistika. Ονομαστικα. Ėtimologija. UGU, 2009, ISBN 978-5-7996-0451-6, S. 275–286 (russisch).

- Zum Image der Küchen des romanischen Sprachraumes in Russland. In: Olga Rösch (Hrsg.): Interkulturelle Studien zum osteuropäischen Sprach- und Kulturraum. News & Media, 2011, ISBN 978-3-936527-29-2, S. 51–67.

- mit D. Weiss, A. Zanadvorova, O. Issers, M. Kitaigorodskaya, R. Rathmayr, N. Rozanova, U. Doleschal: Еда по-русски в зеркале языка. Russian Food through the Mirror of Language. RGGU - RAN, 2013, ISBN 978-5-7281-1541-0 (russisch).

- mit Denis S. Gavrikov: Архитектура новых русских. Реальность и отображение в зарубежной прессе. LAP, 2014, ISBN 3-659-45119-3 (russisch).

- Образ российского бизнеса за рубежом. In: Грачев, М.А., Калинина, А.Г. (Hrsg.): Социальные варианты языка. НЛГУ, 2014, ISBN 978-5-85839-290-3, S. 158–162 (russisch).

- Stilisticheskie osobennosti imen sobstvennyh v rossijskoj reklame. In: S. F. Barysheva (Hrsg.): Stilistika segodnja i zavtra. МГУ, 2016, S. 582–586 (russisch).

- Образ российского бизнеса за рубежом. In: Милехина, Татьяна; Ратмайр, Ренате (Hrsg.): Корпоративная коммуникация в России: дискурсивный анализ. Языки славянской культуры, 2017, S. 487–508 (russisch).

- Коммерческая реклама и национальная идентичность. In: Милехина, Татьяна; Ратмайр, Ренате (Hrsg.): Корпоративная коммуникация в России: дискурсивный анализ. Языки славянской культуры, 2017, S. 373–391 (russisch).

- Имена собственные в бизнесе. In: Милехина, Татьяна; Ратмайр, Ренате (Hrsg.): Корпоративная коммуникация в России: дискурсивный анализ. Языки славянской культуры, 2017, S. 421–443 (russisch).

- Патриотизм в современной российской хрематонимии. In: Березович, Е.Л. (Hrsg.): Этнолингвистика. Ономастика. Этимология. ИРЯ им. В.В. Виноградова, 2019, ISBN 978-5-7996-2700-3, S. 347–350 (russisch).

- mit Sara Matrisciano-Mayerhofer, Elisabeth Peters: Mobilität - Wirtschaft - Kommunikation. Wie die Mobilität von Unternehmen, Personen, Kapital, Waren und Dienstleistungen die Kommunikation verändert. Springer VS, 2021, ISBN 978-3-658-32370-7.